# Mont Iboundji
Mont Iboundji – szczyt w Gabonie, w pasmie gór Chaillu, w obrębie Progu Dolnogwinejskiego, o wysokości 980 m n.p.m.
Według części źródeł wysokość szczytu wynosi 1575 m n.p.m., co czyniłoby Mont Iboundji najwyższym szczytem Gabonu. Wysokość ta jest jednak kwestionowana i niepotwierdzona ani danymi SRTM, ani empirycznie. Za najwyższy szczyt Gabonu inne źródła uznają Mont Bengoué.